# Алі V (дей Алжиру)
Алі V ібн Ахмад Ходжа (*араб. علي ابن أحمد خوجة; бл. 1764 —28 лютого 1818) — 26-й дей Алжиру в 1817—1818 роках. відомий також як Алі Локо (Божевільний) та Алі аль-Мегвер.

## Життєпис
Можливо походив з Менгрелії. За невідомих обставин опинився в Алжирі, напевне втік з Єгипту під час знищення мамлюків. Обіймав посаду ходжи (секретаря) в дивані.
У вересні 1817 року влаштував змову проти дея Омар-аги, якого було повалено. Захопивши владу вирішив здихатися яничар, в яких вбачав головну загрозу. Спирався на кулуглів (турко-берберів) та берберів з Кабілії. В ніч на 1 листопада з загоном негитянської охорони та кабільців залишив палац деїв Єніна, перебравшись до касби (цитаделі) Алжиру. Сюди переніс державну скарбницю.
Зрештою вибухає повстання яничар на чолі із яничарами з Костянтини. В свою чергу дей зібрав 6 тис. кулугли, яких доповним турками, берберами-зуавами з Кабілії. В вирішальній битві було знищено 1200 або 1500 яничар. Решта залишила Алжир, перебравшись до Османської імперії. За цим обмежив вплив раїсів (голів) піратських флотилій та беїв Рану, Маскари іКостянтини.
За правління цього дея значного впливу набули берберські клани, насамперед зуави Бану-Замун. Помер у 1818 року під час епідемії чуми. Новим деєм було обрано Гусейна ібн аль-Хусейна.